# Emil von Lessel
Emil Friedrich Karl von Lessel (* 12. Dezember 1847 in Erfurt; † 9. Dezember 1927 in Coburg) war ein preußischer Generalleutnant sowie während des Boxeraufstandes Kommandeur des Ostasiatischen Expeditionskorps.

Emil von Lessel porträtiert von Theodor Rocholl (Schwarz-Weiß-Reproduktion aus Adolph Obst: Deutschland in China 1900–1901, 1902).

## Leben

### Herkunft
Emil entstammte der alten schlesischen Adelsfamilie von Lessel. Er war der Sohn des preußischen Oberstleutnants a. D. Johann Friedrich August von Lessel (1800–1872) und dessen Ehefrau Wilhelmine Emilie Ulrike, geborene Vorhauer (1823–1901). Sein Bruder Richard Philipp Otto (* 1853) schlug ebenfalls eine Militärkarriere in der Preußischen Armee ein und brachte es bis zum Oberstleutnant.

### Militärkarriere
Lessel besuchte das Gymnasium in seiner Heimatstadt und war ab Mai 1859 zunächst Kadett in Bensberg, später in Berlin. Am 7. April 1866 wurde er als Sekondeleutnant dem Infanterie-Regiment Nr. 27 der Preußischen Armee überwiesen. Im gleichen Jahr nahm er mit diesem Verband während des Krieges gegen Österreich an den Kämpfen bei Münchengrätz und Blumenau sowie der Schlacht bei Königgrätz teil. Nach dem Krieg versah er wieder seinen Dienst in der Garnison in Magdeburg und ab 1869 im Füsilier-Bataillon in Burg.
Als Kompanieoffizier nahm Lessel nach der Mobilmachung 1870 anlässlich des Krieges gegen Frankreich zunächst an den Kämpfen bei Beaumont teil und wurde danach vertretungsweise Bataillonsadjutant. Er machte die Schlacht von Sedan mit und erkrankte während des anschließenden Vormarsches auf Paris an Gastritis, blieb jedoch bei der Truppe. Ende November übernahm der etatmäßige Bataillonsadjutant wieder seinen Posten und Lessel trat in die Front zurück. Für seine Leistungen im Gefecht bei Épinal wurde er mit dem Eisernen Kreuz II. Klasse ausgezeichnet.
Nach dem Vorfrieden von Versailles erkrankte Lessel Ende April 1871 erneut an Gastritis und wurde auf Veranlassung der behandelnden Ärzte vorzeitig in die Heimat beordert. Nach einer Kur in Wiesbaden und Wiederherstellung seiner Gesundheit kehrte er im Juni 1871 kurzzeitig zu seinem noch als Besatzungstruppe in Frankreich stehenden Regiment zurück. Im Frühjahr 1872 legte Lessel die Aufnahmeprüfung an der Kriegsakademie ab, die er ab Herbst 1872 für drei Jahre absolvierte. Zwischenzeitlich im September 1873 zum Premierleutnant befördert, folgte Anfang Mai 1877 seine Kommandierung zum Großen Generalstab. Mit seiner Beförderung zum Hauptmann am 18. April 1878 wurde Lessel hierher versetzt. Daran schlossen sich Verwendungen vom 3. Februar 1880 bis zum 17. April 1882 im Generalstab des III. Armee-Korps in Berlin, sowie bis zum 14. April 1884 im Generalstab der 7. Division in Magdeburg an. Anschließend war Lessel in Saarlouis als Chef der 10. Kompanie im 4. Rheinischen Infanterie-Regiment Nr. 30 tätig, ehe er am 22. September 1885 wieder in den Großen Generalstab rückversetzt wurde. Als Major kam er dann am 4. Dezember 1886 zum Generalstab der 20. Division nach Hannover und wurde am 17. Januar 1888 in den Generalstab des X. Armee-Korps versetzt. Vom 21. September 1889 bis zum 17. November 1890 war er Kommandeur des III. Bataillons im Infanterie-Regiment „Herzog Karl von Mecklenburg-Strelitz“ (6. Ostpreußisches) Nr. 43 in Königsberg. Im Anschluss daran wurde Lessel Chef des Generalstabes des I. Armee-Korps ernannt, avancierte bis Mitte März 1894 zum Oberst und erhielt am 16. Juni 1896 das Kommando über das Grenadier-Regiment „König Friedrich Wilhelm IV.“ (1. Pommersches) Nr. 2. Unter Stellung à la suite des Regiments wurde er am 22. März 1897 mit der Führung der 28. Infanterie-Brigade beauftragt. Mit seiner Beförderung zum Generalmajor folgte am 17. April 1897 die Ernennung zum Kommandeur der Brigade. Dieses Kommando gab Lessel am 7. Oktober 1898 wieder ab und fungierte dann als Oberquartiermeister im Großen Generalstab. Ihm unterstanden dabei die 1. und 7. Abteilung, die sich mit Russland befasste. Zugleich war er ab 15. November 1898 auch Mitglied der Studienkommission der Kriegsakademie. Während der Herbstübungen war Lessel 1899 als Chef des Generalstabes zum Prinzen Albrecht von Preußen kommandiert. Im Mai 1900 beauftragte man ihn mit der Führung der 28. Division in Karlsruhe und ernannte ihn kurz darauf am 9. Juli 1900 bei gleichzeitiger Beförderung zum Generalleutnant zum Kommandeur des Ostasiatischen Expeditionskorps.
Die Gesamtstärke betrug zunächst rund 11.000 Mann und Lessel trat, nachdem er sich bei Kaiser Wilhelm II. abgemeldet hatte, am 3. August 1900 auf dem Dampfer Rhein die Reise nach Ostasien an. Nach der Landung in China und der Organisation seiner Truppen, beteiligte sich Lessel u. a. an der Eroberung der Peitangforts und dem Gefecht bei Huolu. Dafür wurde er mit dem Roten Adlerorden II. Klasse mit Eichenlaub und Schwertern ausgezeichnet. Nach Beendigung der Operationen verließ Lessel China am 9. August 1901 wieder und kehrte über Genua nach Deutschland zurück. Er wurde daraufhin am 30. September 1901 zu den Offizieren von der Armee versetzt. Vom 12. Oktober 1901 bis zum 1. Januar 1902 erhielt er einen Urlaub zur Wiederherstellung seiner Gesundheit. Eine Verlängerung wurde bis Ende Februar 1902 bewilligt. Da keine Aussicht auf Besserung bestand, reichte Lessel seinen Abschied ein und er wurde unter Verleihung des Kronen-Ordens I. Klasse am 6. Februar 1902 mit Pension zur Disposition gestellt. Die während des Boxeraufstandes verbündeten Staaten zeichneten ihn mehrfach aus. So erhielt Lessel am 30. April 1903 das Großkreuz des Ordens der Krone von Italien, am 30. Juni 1903 den Russischen Orden der Heiligen Anna mit Schwertern und am 11. Juni 1904 den japanischen Orden der Aufgehenden Sonne.
Nach seiner Verabschiedung engagierte sich Lessel bis zu seinem Tod im Alldeutschen Verband und im Evangelischen Bund. Bereits während seiner aktiven Dienstzeit hatte er sich als Militärschriftsteller betätigt.

### Familie
Lessel verheiratete sich am 23. Juli 1870 in Burg mit Helene Charlotte Dorothea Haseloff (1850–1910). Aus der Ehe gingen folgende Kinder hervor:
- Karl (* 1872), preußischer Major a. D.
- Johann (1873–1936), deutscher Kapitän zur See sowie Politiker (DVFB) und MdL im Freistaat Mecklenburg-Schwerin 1924/26

## Schriften
- Das 2. Magdeburgische Infanterie-Regiment Nr. 27 im Kriege gegen Frankreich 1870–71. Ein Beitrag zur Geschichte des Regiments. E.S. Mittler & Sohn, Berlin 1875.
- Walther Hubatsch (Hrsg.): Böhmen, Frankreich, China 1866–1901: Erinnerungen eines preußischen Offiziers. Grote Verlag, Köln/Berlin 1981, ISBN 978-3-7745-6455-8.